# Стайн, Гарт
Гарт Стайн (англ. Garth Stein; род. 6 декабря 1964, Лос-Анджелес, Калифорния) — американский романист, продюсер, автор ряда книжных бестселлеров.

## Краткая биография
Родился Гарт Стайн в Лос-Анджелесе, вырос в Сиэтле. Его мать родом из Аляски, в ней течёт кровь ирландцев и тлинкитов, а отец — выходец из еврейской семьи, эмигрировавшей из Австрии в США. Гарт Стайн окончил Колумбийский университет, работал в сфере документального кино в качестве режиссёра, продюсера либо автора. Многие его фильмы завоевали награды на различных конкурсах и фестивалях. Дополнительно он преподавал в школе искусств, работал над собственными романами. Из-под его пера вышли книги «Ворон украл луну» (1998), «Гонки на мокром асфальте» (2008), и другие.
Проведя своё детство в Сиэтле, а затем прожив в Нью-Йорке в течение 18 лет, Гарт возвращается в Сиэтл, где он в настоящее время живет с женой и тремя сыновьями. Гарт соучредитель Seattle7Writers, некоммерческой организации, состоящей из 42 известных авторов, посвящённой созданию связей между читателями, писателями, книготорговцами и библиотекарями, чтобы развивать и поддерживать страсть к написанному слову.

## Гонки на мокром асфальте
Один из самых известных романов Гарта Стайна «Гонки на мокром асфальте» (в США первый тираж книги составил 200 000 экземпляров) написан от лица собаки, помеси лабрадора и эрдельтерьера, по имени Энцо, названного так в честь известного конструктора и автогонщика. Первоначально автор дал другое имя своему герою — Хуан Пабло, в честь также известного автогонщика Хуана Пабло Монтойи, но этот вариант отбросила жена писателя, предложив вариант «Энцо». «Мы как раз ждали рождения нашего третьего сына», — говорит Гарт Стайн, — «я всегда хотел назвать одного из моих сыновей Энцо… но моя жена со мной не согласилась, отметив, что в нашей семье есть еврейская кровь, русская, немецкая, тлинкитская, ирландская, но нет итальянской. Она наотрез отказалась давать это имя нашему сыну, зато она посоветовала мне назвать так героя романа».
Энцо — умный пёс, который любит, когда его хозяин, опытный автомеханик, автогонщик, включает ему телевизор на спортивном канале, или канале Discovery. Он всё понимает, сопереживает домочадцам, выражая свои чувства как может, мечтая о том, что в следующей жизни он родится человеком — это желание у него появилось после просмотра одной научно-популярной программы, рассказывающей, что в Монголии собаки особо почитаются, что жители этой страны верят: после смерти собака может переродиться в человека.

Энцо думает, у него это получится, он точно знает, как себя вести:

…я умею слушать. Говорить я не могу, поэтому отлично слушаю. Никогда не перебиваю, никогда не увожу от темы ненужными замечаниями. Люди постоянно меняют ход чужой беседы. Очень вас прошу, научитесь слушать! Делайте вид, что вы собака, и давайте своим собеседникам выговориться…
На русском языке книга была опубликована под разными названиями. Полный вариант романа вышел под заголовком «Гонки на мокром асфальте», сокращённый — «Гонки под дождем». В США книга стала бестселлером, Стайн лично принимал участие в рекламной кампании. К середине 2011 года роман был переведен на 23 языка.